# Fastiv
Fastiv (in ucraino Фастів?; in russo Фастов?, Fastov) è una città ucraina (44 014 abitanti) nel distretto di Fastiv, nell'oblast' di Kiev. Ospita l'amministrazione del distretto di Fastiv e della comunità territoriale di Fastiv, una delle comunità territoriali dell'Ucraina.
Fino al 18 luglio 2020 Fastiv costituiva una città di rilevanza regionale e fungeva da centro amministrativo del distretto di Fastiv, sebbene non appartenesse al distretto. Come parte della riforma amministrativa dell'Ucraina, che ridusse a sette il numero di distretti dell'oblast' di Kiev, la città fu integrata nel distretto di Fastiv.

## Geografia
Fastiv si trova sul fiume Unava (Унава), un affluente dell'Irpin', a 58 km a sud-ovest di Kiev.

## Storia
La sua prima menzione negli annali di Fastiv risale al 1390. Nel 1601 si dotò del diritto di Magdeburgo. Nel 1793 fu incorporata nell'Impero russo. Con la costruzione di una linea ferroviaria in 1870, Fastiv divenne un importante centro di trasporto ovest di Kiev. Dal 1938, Fastiv ha lo status di città. 
Fastiv aveva una grande comunità ebraica, attestata sin dal 1750. Durante la guerra civile nel 1919, l'Armata Bianca di Denikin del Don si rese artefice di una serie di saccheggi, stupri, violenze che culminarono nel pogrom di Fastiv. Esso fece, secondo le stime, da 1000 a 1500 vittime tra gli ebrei della città (da 2 all'8 settembre 1919). 
Secondo un censimento del 1939, la popolazione ebraica di Fastiv era di 3 445 persone. Nell'agosto 1941, durante l'occupazione del territorio da parte della Germania nazista, 252 ebrei dai 12 ai 60 anni furono uccisi da una unità dell'Einsatzgruppe C.